# HY-80
HY-80 (High Yield 80) – rodzaj stali o granicy sprężystości na poziomie 80 000 psi (550 MPa; 56 kg/mm2).